# Amfiox

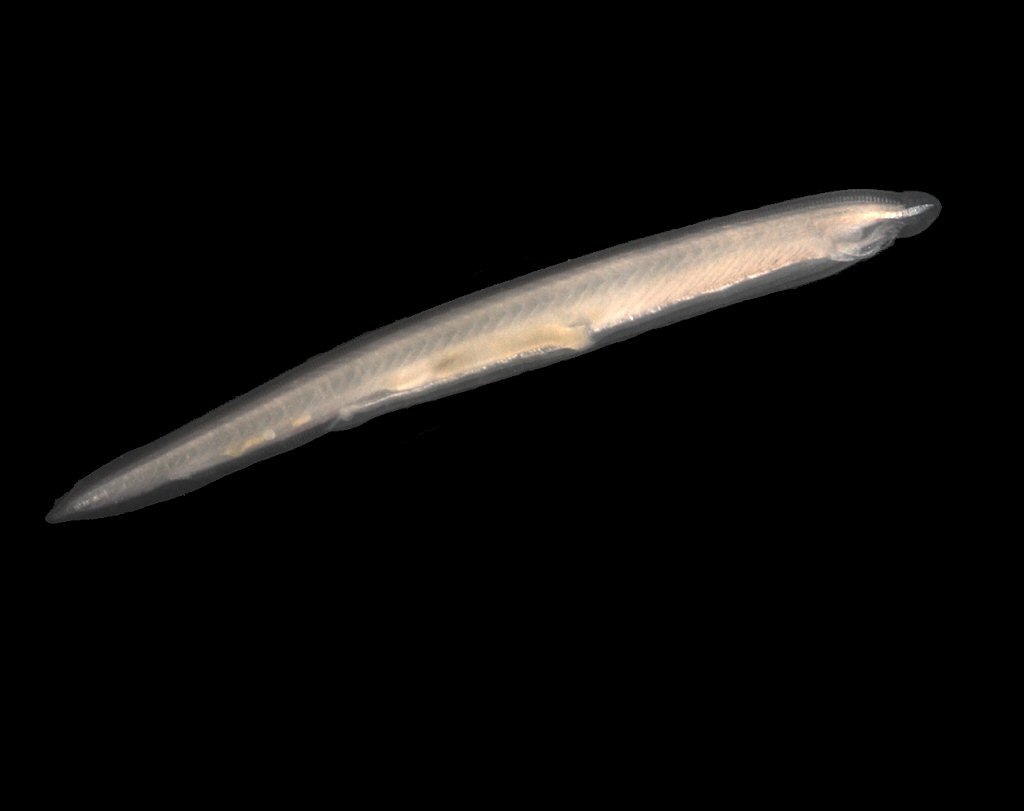
Branchiostoma lanceolatum

Amfioxul (Branchiostoma lanceolatum) este un acraniat marin cu corpul transparent, în formă de suveică, lung de 3–7 cm.
Scheletul de susținere este format numai din notocord.
Trăiește în Oceanul Atlantic, Marea Mediterană, Marea Neagră.
Din punct de vedere filogenetic, ocupă o poziție intermediară între vertebrate și nevertebrate și constituie o dovadă valabilității teoriei evoluției.
Acest articol conține text din Dicționarul enciclopedic român (1962-1966), aflat acum în domeniul public.